# Krasnotur'insk
Krasnotur'insk è una città della Russia siberiana estremo occidentale (Oblast' di Sverdlovsk), situata sul fiume Tur'ja, affluente della Sos'va, 348 km a nord di Ekaterinburg; dal punto di vista amministrativo, dipende direttamente dalla oblast'.
Vi nacque Aleksandr Stepanovič Popov.

## Società

### Evoluzione demografica
Fonte: mojgorod.ru
- 1897: 10.000
- 1926: 6.000
- 1939: 10.000
- 1959: 61.700
- 1979: 61.000
- 1989: 67.300
- 2007: 62.000